# Kalaburagi (Division)
Die Division Kalaburagi, ehemals Gulbarga, ist eine Division im indischen Bundesstaat Karnataka.

## Distrikte
Die Division Kalaburagi gliedert sich in sechs Distrikte:
| Distrikt   | Verwaltungssitz | Fläche in km² | Einwohner (2001) | Ew./km² |
| ---------- | --------------- | ------------- | ---------------- | ------- |
| Ballari    | Ballari         | 8.450         | 2.027.140        | 240     |
| Bidar      | Bidar           | 5.448         | 1.502.373        | 276     |
| Kalaburagi | Kalaburagi      | k. A.         | k. A.            | k. A.   |
| Koppal     | Koppal          | 7.189         | 1.196.089        | 166     |
| Raichur    | Raichur         | 6.827         | 1.669.762        | 245     |
| Yadgir     | Yadgir          | k. A.         | k. A.            | k. A.   |